# Andrej Nahtigal
Andrej Nahtigal, slovenski dramski in filmski igralec, * 4. september 1942, Spodnje Gameljne, † 21. marec 2018.

## Življenjepis
Prvi razred je Andrej Nahtigal obiskoval na OŠ Šmartno pod Šmarno goro, od 2. razreda dalje pa OŠ Valentina Vodnika, končal je poklicno Industrijsko šolo Litostroj, strojni ključavničar specializiran rezkalec, in gimnazijo Šentvid pri Ljubljani. Nato je študiral na Akademiji za gledališče, radio, film in televizijo v Ljubljani - oddelek dramska igra v razredu profesorice Mire Danilove in Vike Grilove, profesorji Pino Mlakar, Stane Sever, Mihaela Šarič, Vera Adlešič, France Koblar, Vladimir Kralj, Filip Kumbatovič Kalan, Marko Marin, France Brenk, Mirko Mahnič, Ciril Cvetko, Andrej Zajc
Med letoma 1966 in 1968 je bil redni član SLG Celje. Med 1968 in 1971 je imel status svobodnega umetnika, 1. septembra 1971 pa je postal redni član igralskega ansambla SNG Drame Ljubljana, kjer je ostal do upokojitve 31. decembra 2012.

## Nagrade
- 1988 – Nagrada Združenja dramskih umetnikov Slovenije
- 2005 – Priznanje BZS za kratki film Fant s kroglo
- 2012 – Odličje »Marija Vera« za življenjsko delo, Združenje dramskih umetnikov Slovenije

## Vloge
- Bratovščina Sinjega galeba (1970), mini serija, vloga pomočnika trgovca
- Poleti v nedogled, srednjemetražni film, avtor filma
- Prepisani, spletna nadaljevanka (2010), nastopil v vlogi generala Blagojevića, režiser Klemen Dvornik
- Pod njenim oknom, film, vloga sosed, režiser Metod Pevec
- Fant s kroglo, kratki film, avtor filma
- Kje si stari, film Agrft, režiser Tosja Berce
- Naš vsakdanji kruhek, TV nadaljevanka (2013), vloga Boštjan, režiser Marko Naberšnik
- Julija in alfa Romeo, film (2014), junakov oče, režiser Blaž Završnik
- Goveja postrv, v glavni vlogi avtor filma Andrej Nahtigal, (2009/15), kamera in režija Stjepan Drača
- Usodno vino, v stranski vlogi igral mafijca Edija Bana, ki umre v zadnji sezoni (2015–2017), režiserji Nejc Levstik, Jaka Šuligoj, Nikolaj Vodošek
- Takle mamo, v glavni vlogi igral Štefana Božiča (2016), režiser Nikolaj Vodošek